# Leichtathletik-Halleneuropameisterschaften 2021/Medaillenspiegel
Medaillenspiegel der Leichtathletik-Halleneuropameisterschaften 2021 in Toruń.
Die Platzierungen sind in der Grundeinstellung nach der Anzahl der gewonnenen Goldmedaillen sortiert, gefolgt von der Anzahl der Silber- und Bronzemedaillen (lexikographische Ordnung). Weisen zwei oder mehr Länder eine identische Medaillenbilanz auf, werden sie alphabetisch geordnet auf dem gleichen Rang geführt. Die Sortierung kann nach Belieben geändert werden.
| Medaillenspiegel Endstand nach 26 Wettbewerben | Medaillenspiegel Endstand nach 26 Wettbewerben | Medaillenspiegel Endstand nach 26 Wettbewerben | Medaillenspiegel Endstand nach 26 Wettbewerben | Medaillenspiegel Endstand nach 26 Wettbewerben | Medaillenspiegel Endstand nach 26 Wettbewerben |
| Platz                                          | Nation                                         | Gold                                           | Silber                                         | Bronze                                         | Gesamt                                         |
| ---------------------------------------------- | ---------------------------------------------- | ---------------------------------------------- | ---------------------------------------------- | ---------------------------------------------- | ---------------------------------------------- |
| 01                                             | Niederlande                                    | 4                                              | 1                                              | 2                                              | 7                                              |
| 02                                             | Portugal                                       | 3                                              | 0                                              | 0                                              | 3                                              |
| 03                                             | Großbritannien                                 | 2                                              | 4                                              | 6                                              | 12                                             |
| 04                                             | Belgien                                        | 2                                              | 2                                              | 1                                              | 5                                              |
| 05                                             | Frankreich                                     | 2                                              | 2                                              | 0                                              | 4                                              |
| 06                                             | Ukraine                                        | 2                                              | 1                                              | 0                                              | 3                                              |
| 07                                             | Norwegen                                       | 2                                              | 0                                              | 0                                              | 2                                              |
| 07                                             | Schweiz                                        | 2                                              | 0                                              | 0                                              | 2                                              |
| 0 9                                            | Polen                                          | 1                                              | 5                                              | 4                                              | 10                                             |
| 010                                            | Spanien                                        | 1                                              | 2                                              | 2                                              | 5                                              |
| 0 11                                           | Schweden                                       | 1                                              | 2                                              | 1                                              | 4                                              |
| 012                                            | Italien                                        | 1                                              | 1                                              | 1                                              | 3                                              |
| 013                                            | Tschechien                                     | 1                                              | 1                                              | 0                                              | 2                                              |
| 014                                            | Belarus                                        | 1                                              | 0                                              | 1                                              | 2                                              |
| 015                                            | Griechenland                                   | 1                                              | 0                                              | 0                                              | 1                                              |
| 0 16                                           | Deutschland                                    | 0                                              | 2                                              | 4                                              | 6                                              |
| 017                                            | Finnland                                       | 0                                              | 1                                              | 2                                              | 3                                              |
| 018                                            | Slowenien                                      | 0                                              | 1                                              | 0                                              | 1                                              |
| 018                                            | Aserbaidschan                                  | 0                                              | 1                                              | 0                                              | 1                                              |
| 020                                            | Kroatien                                       | 0                                              | 0                                              | 1                                              | 1                                              |
| 020                                            | Ungarn                                         | 0                                              | 0                                              | 1                                              | 1                                              |
| 020                                            | Slowakei                                       | 0                                              | 0                                              | 1                                              | 1                                              |
| Total                                          | Total                                          | 26                                             | 26                                             | 27                                             | 79                                             |